# Médersa Arab Mohammed Khan
La médersa Arab Mohammed Khan est une ancienne médersa (ou madrassa) située à Khiva en Ouzbékistan. Elle se trouve dans le quartier fortifié d'Itchan Kala dont l'ensemble est inscrit depuis 1990 au patrimoine mondial de l'Unesco.
La médersa est à l'ouest de la médersa Mohammed Amin Khan. Elle a été construite à la place d'une petite médersa de type ossature plate-forme, financée par une femme célèbre de Khiva. Le khan de Khiva, Arab Mohammed Khan, de la dynastie des  Arabchahides (branche des Chaybanides) l'achète à cette femme, ainsi que le terrain contigu et fait bâtir en 1616 une nouvelle médersa de briques brûlées, en l'honneur du fait que Khiva était devenue la capitale du Khorezm à la place de Gourgandj (Ourguentch).
En 1838, sous le règne d'Alla Kouli Khan, elle est reconstruite selon le modèle typique des médersas tardives de Khiva. Aujourd'hui c'est un édifice symétrique à un étage avec un portail solide et des tourelles cylindriques aux angles.
Mohammed Rahim Khan II y a étudié dans sa jeunesse sous la houlette du poète et historien Agakhi.

## Source
- (ru) Cet article est partiellement ou en totalité issu de l’article de Wikipédia en russe intitulé « Медресе Хивы#Медресе Араб Мухаммад-хана » (voir la liste des auteurs).